# Aminata Diouf
Pour les articles homonymes, voir Diouf.
Aminata Diouf, née le 18 février 1977, est une athlète sénégalaise.

## Carrière
Aminata Diouf remporte la médaille d'argent du relais 4 × 400 mètres aux Championnats d'Afrique de 1998 à Dakar, la médaille d'argent du relais 4 × 100 mètres aux Championnats d'Afrique de 2000 à Alger et la médaille de bronze du relais 4 × 100 mètres aux Jeux africains de 2003 à Abuja et aux Championnats d'Afrique de 2004 à Brazzaville. 
Elle participe au 100 mètres et au relais 4 × 100 mètres aux Jeux olympiques d'été de 2000 à Sydney ; elle est éliminée en séries dans ces deux épreuves. Elle est aussi éliminée en séries du relais 4 × 100 mètres aux Jeux olympiques d'été de 2004 à Athènes.
Elle est championne du Sénégal du 100 mètres en 1998, 1999, 2000, 2002, 2003 et 2004 et championne du Sénégal du 200 mètres en 1998, 2002, 2003 et 2004.